# Олаф Фьонсс
Улаф Гольґер Аксель Фенсс, або Олаф Фенсс (дан. Olaf Holger Axel Fønss; 17 жовтня 1882 — 11 березня 1949) — данський і німецький театральний та кіноактор.

## Біографія та кар'єра
Улаф Фенсс народився в місті Орхусі в сім'ї органіста Вільгельма Ларса Клеменса Фенсса і його дружини Генрієтти.
У 1903 відбувся його акторський дебют в «Дагмар-театрі» (дан. Dagmarteatret). У 1914 році Фьонсс перейшов до театру «Казино» в Орхусі, а потім до театру Бетті Нансен у Фредеріксберзі. Працював театральним актором до 1932 року.
У 1912 році Фьонсс зіграв свої перші ролі в кіно, сняшись у фільмах Расмуса Оттесена за сценаріями Карла Дреєра «Смертельна поїздка» та «Донька броварника».
У 1913 році почав працювати в найбільшій данській кінокомпанії «Нордіск», де знявся у 30 фільмах. У цьому ж році Фьонсс зіграв головну роль в масштабній постановці Аугуста Блома «Атлантида» за романом Гергарта Гауптмана. Двогодинний фільм мав великий успіх, особливо популярним він був у Німеччині. Іншим акторським успіхом Фьонса в Німеччині стала роль штучної людини в серіалі Отто Ріпперта «Гомункулус» (1916–1917).
У 1920-х роках Фьонсс знімався в Данії та Німеччині. Зокрема він знявся у фільмах «Шлях у ніч» (1921, реж. Фрідріх Вільгельм Мурнау) та «Індійська гробниця» (1921, реж. Джое Май).
Для виконавського стилю Фьонсса були характерними лаконічність виразних засобів, внутрішній темперамент, напружена робота думки.
У 1930-х роках Фьонсс зняв два документальні фільми на замовлення Соціал-демократичної партії Данії. У 1933–1947 роках він очолював данський Союз Акторів і упродовж 14 років працював цензором.
Олаф Фьонсс був двічі одружений. Першою дружиною була акторка Тільда Фьонсс, другою — Ельсе Дорте Баст. Мав молодшого брата, данського оперного співака та актора Ааге Фьонсса.

## Обрана фільмографія
Актор
| Рік  |   | Українська назва   | Оригінальна назва     | Роль                    |
| ---- | - | ------------------ | --------------------- | ----------------------- |
| 1912 | ф | Смертельна поїздка | Dødsridtet            |                         |
| 1912 | ф | Донька броваря     | Bryggerens Datter     |                         |
| 1912 | ф | Конфетті           | Konfetti              | Морін                   |
| 1913 | ф | Атлантида          | Atlantis              | доктор Фрідріх Каммахер |
| 1916 | ф | Гомункулус         | Homunculus            | Гомункулус              |
| 1916 | ф | Кінець миру        | Verdens undergang     |                         |
| 1921 | ф | Шлях у ніч         | Der Gang in die Nacht | доктор Ейгіл Бьорн      |
| 1921 | ф | Сила кохання       | Elskovs Magt          |                         |
| 1921 | ф | Індійська гробниця | Das indische Grabmal  | Герберт Роуленд         |
| 1929 | ф | Тріумф кохання     | Ich lebe für Dich     |                         |

Режисер
- 1916 — Месник / Hævneren
- 1920 — Докори сумління / Samvittighedskvaler